# Eophileurus platypterus
Eophileurus platypterus är en skalbaggsart som beskrevs av Christian Rudolph Wilhelm Wiedemann 1823. Eophileurus platypterus ingår i släktet Eophileurus och familjen Dynastidae. Inga underarter finns listade i Catalogue of Life.